# (3234) Hergiani
(3234) Hergiani est un astéroïde de la ceinture principale.

## Description
(3234) Hergiani est un astéroïde de la ceinture principale. Il fut découvert le 31 août 1978 à Naoutchnyï par Nikolaï Tchernykh. Il présente une orbite caractérisée par un demi-grand axe de 3,10 UA, une excentricité de 0,19 et une inclinaison de 1,0° par rapport à l'écliptique.

## Compléments